# Olimpia Kowary
Międzyzakładowy Związkowy Klub Sportowy Olimpia Kowary – polski klub piłkarski z siedzibą w Kowarach. Aktualnie (sezon 2023/2024) występuje w klasie okręgowej, gr. Jelenia Góra.

## Stadion[2]
- Stadion:  1000 miejsc
- oświetlenie: brak

## Kadra[1]
| Nr | Poz. | Piłkarz            |
| -- | ---- | ------------------ |
|    | BR   | Marcin Chrobak     |
|    | BR   | Ołeksij Kazakow    |
|    | BR   | Piotr Smołuch      |
|    | OB   | Mateusz Kraiński   |
|    | OB   | Dariusz Malarowski |
|    | OB   | Marcin Smoczyk     |
|    | OB   | Michał Wawrzyniak  |
|    | PO   | Mateusz Baszak     |
|    | PO   | Patryk Bębenek     |
|    | PO   | Damian Chajewski   |
|    | PO   | Daniel Gałach      |
|    | PO   | Mateusz Jaros      |

| Nr | Poz. | Piłkarz             |
| -- | ---- | ------------------- |
|    | PO   | Jakub Kloczkowski   |
|    | PO   | Jevgēņijs Kosmačovs |
|    | PO   | Damian Marciniak    |
|    | PO   | Patryk Michałek     |
|    | PO   | Julian Rudnicki     |
|    | PO   | Raivis Vītolnieks   |
|    | PO   | Mateusz Zatylny     |
|    | NA   | Maciej Gargas       |
|    | NA   | Marcin Krupa        |
|    | NA   | Paweł Szemiot       |
|    | NA   | Adrian Zieliński    |

## Rozgrywki z udziałem
Dane od sezonu 2002/03
- 2002/03 - Liga okręgowa 2002/2003, grupa: Jelenia Góra
- 2003/04 - Klasa okręgowa 2003/2004, grupa: Jelenia Góra
- 2003/04 - Puchar Polski 2003/2004, grupa: Dolnośląski ZPN - Jelenia Góra
- 2004/05 - Klasa okręgowa 2004/2005, grupa: Jelenia Góra
- 2004/05 - Puchar Polski 2004/2005, grupa: Dolnośląski ZPN - Jelenia Góra
- 2005/06 - Klasa okręgowa 2005/2006, grupa: Jelenia Góra
- 2005/06 - Puchar Polski 2005/2006, grupa: Dolnośląski ZPN - Jelenia Góra
- 2006/07 - Klasa A 2006/2007, grupa: Jelenia Góra I
- 2007/08 - Klasa A 2007/2008, grupa: Jelenia Góra I
- 2007/08 - Puchar Polski 2007/2008, grupa: Dolnośląski ZPN - Jelenia Góra
- 2008/09 - Klasa okręgowa 2008/2009, grupa: Jelenia Góra
- 2008/09 - Puchar Polski 2008/2009, grupa: Dolnośląski ZPN - Jelenia Góra
- 2009/10 - Klasa okręgowa 2009/2010, grupa: Jelenia Góra
- 2009/10 - Puchar Polski 2009/2010, grupa: Dolnośląski ZPN - Jelenia Góra
- 2010/11 - Klasa okręgowa 2010/2011, grupa: Jelenia Góra
- 2010/11 - Puchar Polski 2010/2011, grupa: Dolnośląski ZPN - Jelenia Góra
- 2011/12 - Klasa okręgowa 2011/2012, grupa: Jelenia Góra
- 2011/12 - Puchar Polski 2011/2012, grupa: Dolnośląski ZPN - Jelenia Góra
- 2012/13 - IV liga 2012/2013, grupa: dolnośląska
- 2012/13 - Puchar Polski 2012/2013, grupa: Dolnośląski ZPN - Jelenia Góra
- 2012/13 - Puchar Polski 2012/2013, grupa: Dolnośląski ZPN
- 2013/14 - IV liga 2013/2014, grupa: dolnośląska
- 2013/14 - Puchar Polski 2013/2014, grupa: Dolnośląski ZPN - Jelenia Góra
- 2013/14 - Puchar Polski 2013/2014, grupa: Dolnośląski ZPN
- 2014/15 - IV liga 2014/2015, grupa: dolnośląska
- 2014/15 - Puchar Polski 2014/2015, grupa: Dolnośląski ZPN - Jelenia Góra
- 2015/16 - IV liga 2015/2016, grupa: dolnośląska
- 2015/16 - Puchar Polski 2015/2016, grupa: Dolnośląski ZPN - Jelenia Góra
- 2016/17 - III liga 2016/2017, grupa: III
- 2016/17 - Puchar Polski 2016/2017, grupa: Dolnośląski ZPN - Jelenia Góra